# Wai (gest)

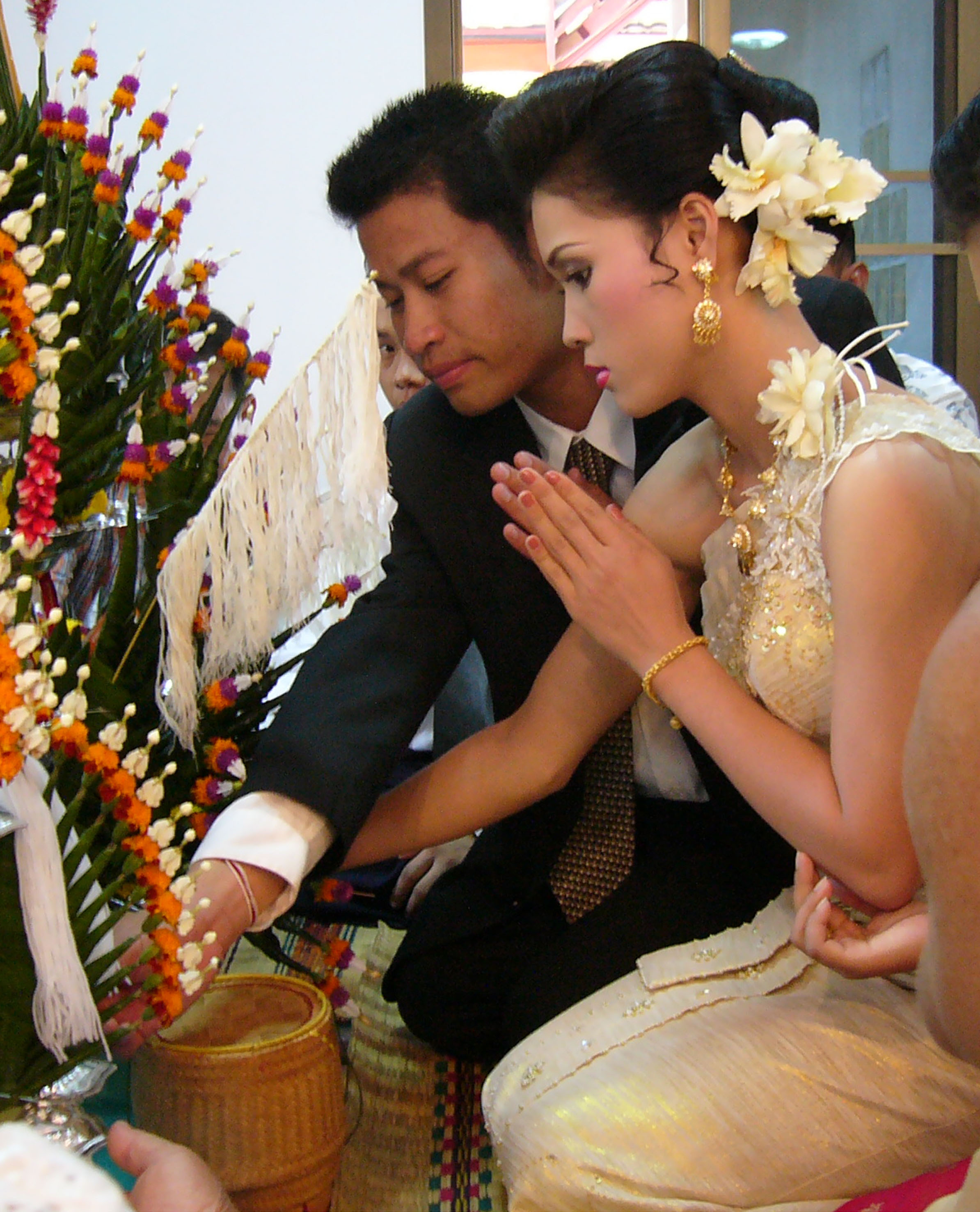
Narzeczeni wykonujący gest „wai”

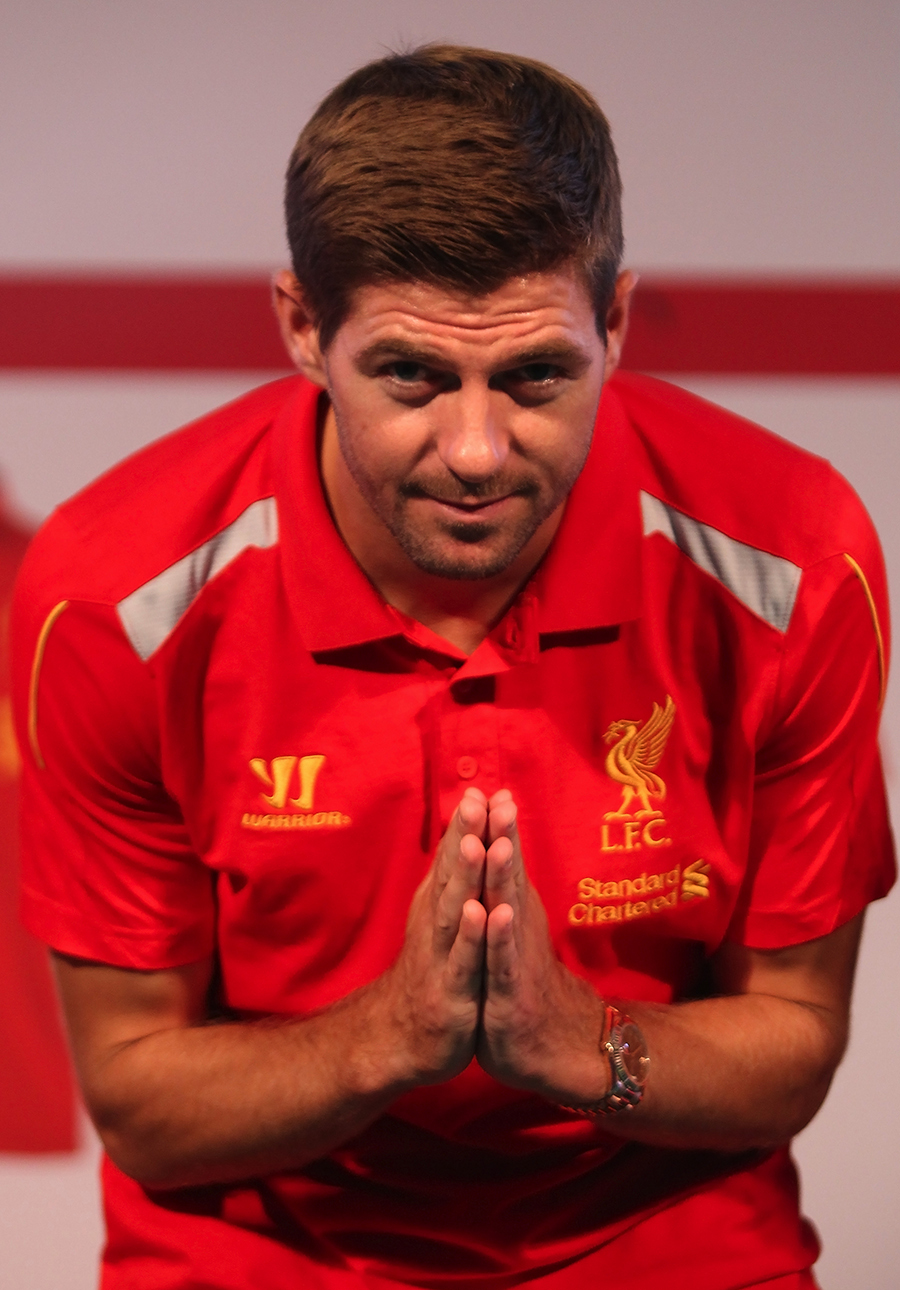
Steven Gerrard wykonujący gest „wai”

Wai (taj. ไหว้) – tradycyjne tajskie przywitanie, pozdrowienie. Jest to delikatny ukłon z rękoma złożonymi na piersi. Dłonie są ułożone jak do modlitwy, bez krzyżowania palców, łokcie umieszczone blisko ciała. Gest „wai” wykonuje się w czasie powitania i pożegnania, ale może też oznaczać przeprosiny lub podziękowanie. Wykonywaniu tego gestu często towarzyszy słowo สวัสดี [sa-wùt dee], po którym następuje odpowiednie słowo uprzejmości: kâh w odniesieniu do kobiet i krúp  w odniesieniu do mężczyzn. Przywitając mężczyznę, kobieta w Tajlandii mówi: สวัสดีค่ะ [sa-wùt dee kâh]. A mężczyzna kobiecie mówi: สวัสดีครับ [sa-wùt dee krúp]. Słowo สวัสดี [sa-wùt dee] utworzył Phraya Upakit Silapasan z Uniwersytetu Chulalongkorn. Użycie gestu „wai” regulują pewne ściśle określane zasady społeczne, według których rozróżnia się kilka stopni „wai” w zależności od sytuacji, m.in.:
- „wai” w stosunku do osób w tym samym wieku lub kolegów z pracy;
- „wai” w stosunku do osób starszych wiekiem oraz wyższych rangą w hierarchii zawodowej lub społecznej.

Stopień gestu „wai” oznaczają wysokość rąk i ukłon. Ręce ułożone zbyt nisko mogą kogoś urazić, znajdujące się na tyle wysoko, iż palcami możemy dotknąć czoła – oznaczają ogromy szacunek (okazywany głównie ważnym osobistościom). Ukłonu „wai” nie wolno używać w stosunku do dzieci czy ludzi, którzy wykonują dla nas jakąś pracę, np. kelnerzy, sprzedawcy, kierowcy. Gest „wai” jest nieodłącznym elementem kultury Tajlandii i już od najmłodszych lat wpajane jest Tajom, jak należy się kłaniać i wykonywać „wai”.